# Anoxycalyx joubini
Espèce
Anoxycalyx joubini, anciennement connue sous le nom de Scolymastra joubini (Scolymastra est désormais un sous-genre) est une espèce d'éponges de la famille des Rossellidae. Elle aurait la particularité notable de pouvoir vivre plus de 10 000 ans, ce qui en ferait le plus vieux des êtres vivants au monde, il s'agit néanmoins d'une vue de l'esprit ne reposant pas sur la réalité biologique de l'éponge.
Il faut en effet rappeler qu'une éponge n'est pas un être vivant singulier mais une colonie de cellules vivant en société. Les unes meurent, d'autres naissent, et la structure peut sembler vivre ainsi indéfiniment, mais en réalité la durée de vie réelle de l'animal est la durée de vie moyenne de chaque individu formant la colonie, durée qui ne saurait excéder quelques années. Il ne faut donc pas confondre l'âge de la structure et l'âge de ses habitants (de la même manière qu'il faut évidemment différencier l'âge d'une cité et l'espérance de vie de ses habitants).
Les éponges antarctiques vivent à 100-2 000m sous la surface, à des températures extrêmement froides et à une pression constante.